# امبازوا
امبازوا (به لاتین: Ambazoa) یک سکونتگاه مسکونی در ماداگاسکار است که در آندروی واقع شده‌است.

## خصوصیات
امبازوا ۱۳٬۰۰۰ نفر جمعیت دارد و ۱۴۴ متر بالاتر از سطح دریا واقع شده‌است.